# Ількино (Нижньогородська область)
Ількино (рос. Илькино) — присілок в Виксинському міському окрузі Нижньогородської області Російської Федерації.
Населення становить 0 осіб. Входить до складу муніципального утворення Міський округ місто Викса.

## Історія
Раніше населений пункт належав до ліквідованого 2011 року Виксинського району. До 2011 року входило до складу муніципального утворення Новодмитрієвська сільрада.

## Населення
| 1999 | 2002 | 2010 |
| ---- | ---- | ---- |
| 1    | ↘0   | →0   |